# Walter Grüebler
Walter Karl Grüebler (* 19. Mai 1942, Bürger von Winterthur; † 15. September 2020) war ein Schweizer Manager. Er war Geschäftsführer (CEO) und später Verwaltungsratspräsident der Schweizer Firma Sika AG, einem Unternehmen im Swiss Market Index.

## Leben
Walter Grüebler wuchs in Wil SG auf. Er besuchte die Kantonsschule Kollegium Schwyz in Schwyz, wo er mit der Handelsmatura abschloss. Anschliessend studierte er an der Universität St. Gallen. Dort promovierte er in Wirtschaftswissenschaften zum Dr. oec. HSG.
Von 1968 bis 1974 war er für das Beratungsunternehmen Hayek Engineering AG in Zürich tätig. Danach trat er in die Firma Lonza Airex AG in Sins als Geschäftsleiter ein und führte diese Firma im Bereich von Spezialschaumstoffen bis 1990. In diesem Jahr wurde er Mitglied der Konzernleitung von Alusuisse in Zürich, welche mit Alcan fusioniert, worauf Grüebler im Jahr 2000 die Geschäftsleitung der Spezialitätenchemiefirma Sika AG in Baar ZG im Kanton Zug übernahm. Später wechselte er in die Funktion als Verwaltungsratspräsident dieser Firma, welche er bis 2012 ausübte. Im Mai 2013 führte das Kunststoff-Ausbildungs- und Technologie-Zentrum (KATZ) einen Jubiläumsanlass durch. An diesem Anlass hielt Grüebler einen Vortrag über seine Erfahrungen in der Kunststoffindustrie.
Weitere frühere Tätigkeiten hatte er inne bei:
- Verwaltungsrat der Nationale Suisse in Basel
- Verwaltungsrat der Quadrant AG in Lenzburg AG
- Verwaltungsrat der Adval Tech Holding in Niederwangen BE
- Stiftungsrat der ETH Foundation in Zürich
- Stiftungsrat der Greater Zurich Area.